# And Along Came Jones
Albums de George Jones
Friends in High Places
(1991) Walls Can Fall
(1992)
And Along Came Jones est un album de l'artiste américain de musique country George Jones. Cet album est sorti le 15 octobre 1991 sur le label MCA Nashville Records.

## Historique
Des clips vidéos ont été réalisés pour les morceaux "You Couldn't Get The Picture" et "She Loved a lot in Her Time." Le fait que ces chansons aient bénéficié de clips vidéos a poussé MCA à demander à Jones de réaliser des clips vidéos pour presque toutes les chansons qui ont été publiées sous forme de singles au cours des 5 ou 6 années suivantes. Jones a cessé une longue association avec Epic Records et son producteur Billy Sherrill en passant à MCA Nashville Records et en s'associant au producteur Kyle Lehning.
Grâce en partie au nouveau système d'information Nielsen Soundscan, les albums country commencèrent à apparaître systématiquement dans le Billboard 200 à partir de cet album[réf. nécessaire]. And Along Came Jones a passé 10 semaines dans les charts, montant à la position #148. C'était le premier album solo de Jones à entrer dans les charts depuis dix ans, et six albums supplémentaires auraient le même succès dans les années 90. Le succès de celui-ci doit également à l'efficacité de l'équipe publicitaire du label.
"You Done Me Wrong" était à l'origine un succès pour son coauteur, Ray Price. George Jones est l'autre coauteur de la chanson.
"King of the Mountain" est entré dans le Top 20 des charts pour George Strait en 1997, et a également été enregistré par Lee Ann Womack en 2005.

## Liste des pistes
| No  | Titre                        | Durée |
| --- | ---------------------------- | ----- |
| 1.  | Where the Tall Grass Grows   | 3:16  |
| 2.  | Honky Tonk Myself to Death   | 2:28  |
| 3.  | Angels Don't Fly             | 3:20  |
| 4.  | You Couldn't Get the Picture | 3:35  |
| 5.  | Come Home to Me              | 3:33  |
| 6.  | Heckel and Jeckel            | 3:28  |
| 7.  | I Don't Go Back Anymore      | 3:15  |
| 8.  | You Done Me Wrong            | 2:27  |
| 9.  | King of the Mountain         | 3:27  |
| 10. | She Loved a Lot in Her Time  | 3:12  |

## Positions dans les charts
| Chart (1991)                      | Positions |
| --------------------------------- | --------- |
| U.S. Billboard Top Country Albums | 22        |
| U.S. Billboard 200                | 148       |
| Canadian RPM Country Albums       | 26        |